# Samaipata
Samaipata è un comune (municipio in spagnolo) della Bolivia nella provincia di Florida (dipartimento di Santa Cruz) con 10 001 abitanti (dato 2010).
Si trova a 100 chilometri ad ovest di Santa Cruz de la Sierra alle pendici delle Ande e ad un'altitudine di circa 1650 metri.
L'etimologia del nome deriva dal quechua dove significa "riposo sulle altezze". Deve infatti il suo nome all'insediamento dell'antico centro cerimoniale - noto come Fuerte - poco distante, dichiarato, nel 1998, patrimonio dell'umanità dall'UNESCO.

## Cantoni
Il comune è suddiviso in 2 cantoni:
- Samaipata
- San Juan del Rosario